# Maciej Oleksowicz
Maciej Oleksowicz (ur. 8 czerwca 1978 w Warszawie) – polski kierowca rajdowy, przedsiębiorca, prezes spółki Inter Cars. Zadebiutował w rajdach w 2000 roku podczas Rajdu MOTO 2000 Fiatem Cinquecento Sporting w klasie A0. Start ten zakończył się 3. miejscem w swojej klasie.

## Sukcesy sportowe
- Wicemistrz Polski w klasie N2 w pierwszym roku startów w VW POLO GTI
- 3. miejsce w kategorii S2000 w Mistrzostwach Polski 2009 roku
- 5. miejsce w Mistrzostwach Europy w 2010 roku
- 4. miejsce w Mistrzostwach Europy w 2011 roku
- 5. miejsce w kategorii SWRC Mistrzostw Świata w 2012 roku

## Piloci
- Andrzej Obrębowski
- Maja Szpotańska
- Michał Kuśnierz

## Samochody
- Fiat Cinquecento Sporting
- VW Polo GTI N2
- Mitsubishi Lancer Evolution (VI, VII)
- Subaru Impreza STI
- Peugeot 207 S2000
- Ford Fiesta S2000
- Ford Fiesta R5